# Јонава
Јонава (литв. Jonava, рус. Яново, пољ. Janów nad Wilią) је један од значајних градова у Литванији. Он се налази у средишњем делу земље, близу Каунаса. Јонава чини општину у оквиру округа Каунас.
Према последњим проценама у граду је живело 34.528 становника.